# Santa Croce (Firenze)
A Santa Croce (Szent Kereszt) templom Firenze történelmi központjában, a Piazza di Santa Croce téren áll.  A templomot gótikus stílusban kezdték építeni 1294-ben, építését 1442-ben fejezték be. Tornya 1842-ben épült neogótikus stílusban. Homlokzatát később, 1863-ban fejezték be szintén neogótikus márványburkolat díszítéssel. Ide temették a város jeles szülötteit.

## Leírása
A templom falait többek között Giotto, Peruzzi, Taddeo Gaddi freskói díszítik. A templomban látható Donatello 1425-ben készült Feszülete, valamint Cimabue Feszülete is, mely az 1966-os firenzei árvízben súlyosan megrongálódott.

### Sírok a templomban
A templom Firenze nagyjainak nyughelye. Itt van eltemetve, vagy síremléke van itt:
- Niccolò Machiavelli
- Michelangelo saját sírjára tervezett Pietàja a Museo dell’Opera del Duomóban található. A Santa Crocében lévő síremlékét 1570-ben Vasari tervezte.[1]
- Gioachino Rossini
- Lorenzo Ghiberti
- Galileo Galilei sírját Giulio Foggini készítette 1737-ben, több mint 100 évvel a tudós halála után.[1]*
- Leonardo Bruni síremlékét Rossellino készítette 1447-ben.[1]
- Danténak jelképes sírja van a templomban, mivel a költő Ravennában hunyt el.
- Leon Battista Alberti

### A kolostor
A templomhoz kapcsolódó kolostor udvarán áll a Pazzi-kápolna, Filippo Brunelleschi alkotása.

## Művészeti alkotások a templomban

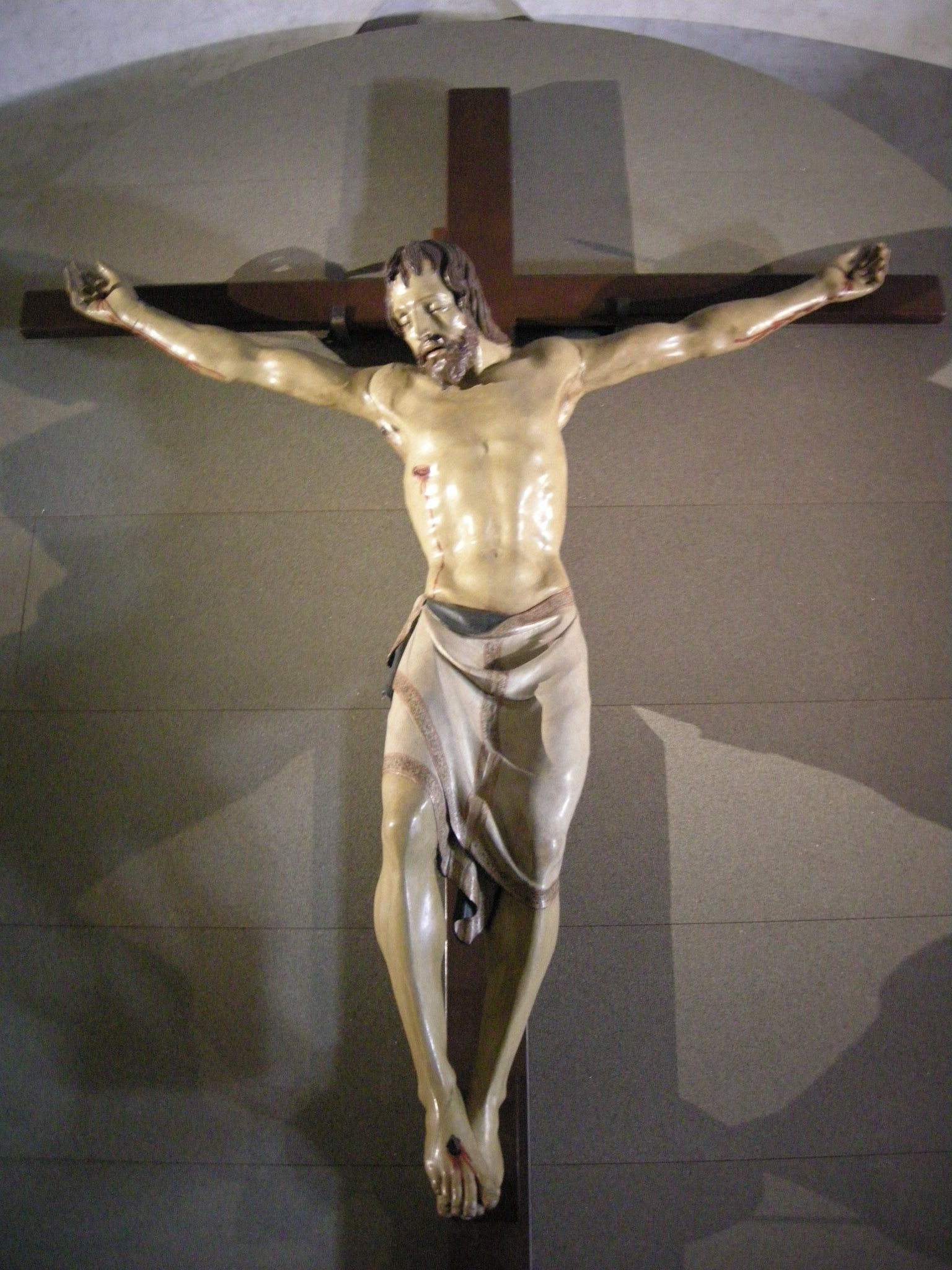
Donatello híres fából készült feszülete

- Benedetto da Maiano (Pazzi-kápolna kapuja)
- Cimabue (Keresztrefeszítés)
- Andrea della Robbia (Medici Kápolna)
- Luca della Robbia (Pazzi-kápolna)
- Donatello (Mennybemenetel)
- Giotto di Bondone (A Szűzanya megkoronázása)
- Brunelleschi (Pazzi-kápolna)
- Giorgio Vasari (Michelangelo síremléke)